# سترانسکو (استان خاسکوو)
سترانسکو (به بلغاری: Stransko) یک منطقهٔ مسکونی در بلغارستان است که در شهرستان دیمیترووگراد واقع شده‌است.